# Ally, Haute-Loire

Ally este o comună în departamentul Haute-Loire, Franța. În 2009 avea o populație de 165 de locuitori.